# Chapter Eight: Know Your Truth
"Chapter Eight: Know Your Truth" es el octavo episodio y final de la primera temporada de la serie de televisión criminal de comedia negra estadounidense Barry. El episodio fue escrito por los creadores de la serie Alec Berg y Bill Hader y dirigido por Berg. Se transmitió por primera vez en HBO en Estados Unidos el 13 de mayo de 2018.
La serie sigue a Barry Berkman, un sicario de Cleveland que viaja a Los Ángeles para matar a alguien, pero se une a una clase de actuación impartida por Gene Cousineau, donde conoce a la aspirante a actriz Sally Reed y comienza a cuestionar su camino en la vida mientras lidia con su asociados criminales como Monroe Fuches y NoHo Hank. En este episodio, Barry quiere dejar atrás su vida criminal, pero tiene que interferir cuando la vida de Fuches está en peligro, mientras la policía se acerca a él.
De acuerdo con Nielsen Media Research, el episodio fue visto por aproximadamente 0,548 millones de espectadores domésticos y obtuvo una participación de rating de 0,2 entre los adultos de 18 a 49 años. El episodio recibió elogios de la crítica, que elogió la escritura, la dirección, las actuaciones, el desarrollo de los personajes, el suspenso y el final. Sin embargo, algunos críticos cuestionaron si la decisión de continuar con la serie sería efectiva.

## Trama
Barry (Bill Hader) visita a Fuches (Stephen Root) en su habitación de hotel, quien está encantado de verlo con vida. Sin embargo, Barry lo golpea y luego toma parte de su dinero, diciéndole que ha terminado con su vida criminal y se va.
Enojado, Fuches decide ir a Pazar (Glenn Fleshler), informándole de la supervivencia de Barry y ofreciéndole una sociedad para matarlo. Sin embargo, Pazar conoce las clases de actuación de Barry y se niega a cooperar con él. Hace que sus secuaces aten a Fuches a una silla en el garaje y trae al gemelo de Vacha, Ruslan (Mark Ivanir), para torturar a Fuches, después de lo cual lo matará mientras él va a matar a Barry. Temeroso por la seguridad de Barry, Hank (Anthony Carrigan) llama a Barry para informarle sobre el ataque inminente de Pazar y le dice que abandone la ciudad. Mientras tanto, Moss (Paula Newsome) y sus colegas encuentran la copia de Barry del libro de Gene (Henry Winkler) en el apartamento de Taylor y finalmente obtienen pruebas suficientes para conseguir una orden judicial para Pazar.
Pazar se enoja al ver que Ruslan perdió el tiempo construyendo una picota y decide matar él mismo a Fuches. Antes de que pueda hacerlo, Barry mata a Pazar y sus hombres a través de una ventana y luego se va con Fuches. Lo lleva al aeropuerto y, a pesar de que Fuches le pide que no lo haga, Barry le da todo el dinero y le dice que se vaya de la ciudad, ya que ha terminado con su vida criminal. Mientras tanto, Hank y los secuaces restantes descubren el cadáver de Pazar justo cuando llegan las autoridades. Deciden huir con los bolivianos, con Sifuentes (Michael Irby) aceptándolos. En una conferencia de prensa, la policía culpa del ataque a Taylor y Ryan Madison, pensando que ambos planeaban enviar a los chechenos y bolivianos a la guerra entre sí, cerrando el caso y manchando la imagen de Ryan. 
Barry visita a Sally (Sarah Goldberg) en un bar y le dice que planea dejar la clase, pero ella lo convence de quedarse y actuar junto a ella en una adaptación de The Front Page. Unas semanas más tarde, Barry y Sally ahora tienen una relación y se quedan con Gene y Moss en la casa del lago de Gene. Moss señala que Barry ahora usa el nombre artístico "Barry Block" para sus actuaciones. Durante la cena, Gene recuerda la vez que Barry se acercó a su coche y dio un "monólogo" sobre matar gente, lo que despierta las sospechas de Moss, preocupando a Barry.
Esa noche, Moss se escapa y usa su computadora portátil para encontrar el perfil de Facebook de Barry, encontrándolo conectado con Chris Lucado y, a su vez, la conexión de Chris con Taylor. Al recordar la silueta del hombre de la cámara del lápiz labial, Moss concluye que Barry es el asesino a sueldo. Barry se acerca a ella y le explica que no está orgulloso de sus acciones y que trató de dejarlo atrás, considerándose "una buena persona" y diciendo que ambos son iguales. Moss rechaza el reclamo y lo obliga a comenzar a caminar hacia la casa, mientras Barry le dice que no siga con nada más. Moss ignora esto, lo que lleva a Barry a acercarse a un árbol que sostiene una pistola con silenciador y se disparan. A la mañana siguiente, Barry regresa a su habitación con Sally dormida. Una vez más se dice a sí mismo que su vida criminal ha terminado "a partir de ahora".

## Producción

### Desarrollo
En febrero de 2018, se reveló el título del episodio como "Chapter Eight: Know Your Truth" y se anunció que los creadores de la serie Alec Berg y Bill Hader habían escrito el episodio mientras Berg lo había dirigido. Este fue el tercer crédito de escritura de Berg, el tercer crédito de escritura de Hader y el segundo crédito de dirección de Berg.

### Escritura
El salto de tiempo en la segunda mitad del episodio se realizó en un intento de engañar a los espectadores haciéndoles pensar que era otra fantasía de Barry, un chiste recurrente a lo largo de la temporada.  El final original incluía una versión diferente. En la versión original, Barry compró una casa en el punto medio de la serie y Moss descubriría pruebas cruciales cuando visitara su baño. Los escritores descartaron el plan porque Hader lo consideró "demasiado sencillo". Luego, Alec Berg sugirió ambientar los momentos finales en la casa del lago de Gene. 
Respecto a la decisión de Barry de matar a Moss, Berg dijo: "Al comienzo de la temporada, no se siente satisfecho y lleva una vida de silenciosa desesperación, pero tampoco se expone a las ramificaciones emocionales de cualquier cosa que haya hecho, y eso tiene sus ventajas. Así que tratar de correr hacia la luz tal como es, lo expone a tener que analizar emocionalmente todo lo que ha hecho en su vida y hace que su vida sea mucho más difícil, no más fácil".  Los escritores también trabajaron en formas de evitar matar a Goran Pazar, pero Hader dijo que "según lo miramos, y lo hicimos durante días, todo volvió a que Barry no puede seguir adelante si Goran está vivo". 

## Recepción

### Audiencia
El episodio fue visto por 0,548 millones de espectadores, lo que le valió un 0,2 en la escala de rating de Nielson para el grupo demográfico de 18 a 49 años. Esto significa que el 0,2 por ciento de todos los hogares con televisores vieron el episodio. Esto representó una disminución del 14 % con respecto al episodio anterior, que fue visto por 0,636 millones de espectadores con un 0,2 en el grupo demográfico de 18 a 49 años.

### Reseñas críticas
"Chapter Eight: Know Your Truth" recibió elogios de la crítica. Vikram Murthi de The AV Club le dio al episodio una "A-" y escribió: "El camino del sicario sólo traerá más dolor y actuar aparentemente requiere que él dependa de ese dolor. Es una situación sin salida para el viejo Barry, un hombre. que sólo quiere escapar pero no está preparado para hacerlo, pero entonces, aproximadamente a la mitad de 'Chapter Eight', sucede algo improbable que el mundo conspira para darle a Barry el nuevo comienzo que tanto desea. Una salida que nunca vio venir. En el mundo de Barry, esto cuenta como algo cercano a un milagro".
Alan Sepinwall de Uproxx escribió: "Esta temporada me sorprendió de muchas maneras, y particularmente en cómo la escritura y la actuación de Hader no se inmutaron ante la tragedia que Barry trae al mundo. Así que espero que tengan una específica, y con suerte a corto plazo: planifique el próximo rumbo de la historia y esperará ver cuál será el próximo año". En una interpretación simplista, Emily VanDerWerff de Vox escribió: "Casi desearía que los últimos momentos de 'Know Your Truth' fueran los últimos momentos del programa, punto. Conocemos a Barry lo suficientemente bien ahora como para ser conscientes de lo ciego que está de quién es, lo poco que realmente conoce su verdad. 'A partir de ahora...' es una promesa que nunca se cumplirá a sí mismo. ¿Realmente necesitamos ver cómo se desarrolla eso, temporada tras temporada? ¿O podemos simplemente saber que el fracaso es inevitable?".
Nick Harley de Den of Geek le dio al episodio una calificación perfecta de 5 estrellas sobre 5 y escribió: "Con un final tan tranquilo y poderoso, 'Chapter Eight: Know Your Truth' me hizo quedarme en mi asiento mucho después de que aparecieran los créditos, completamente aturdido por la excelencia de la primera temporada de Barry. Profundamente humana, divertida y sorprendente, Barry es más ambiciosa y segura que cualquier comedia de los últimos diez años, salvo The Good Place y Bojack Horseman". Charles Bramesco de Vulture le dio al episodio una calificación perfecta de 5 estrellas sobre 5 y escribió: "Barry no es la historia de un criminal que lucha por unirse al lado de la luz, o incluso la historia de un tipo fundamentalmente correcto pero pasivo que aprende a afirmarse a sí mismo. Es la historia de un hombre solitario que construye una existencia más rica llenando su vida de conexiones, pasiones y deseos. Es la historia de un personaje retraído que se convierte en actor según la definición más básica del diccionario: alguien que lo hace".
Emily Yahr de The Washington Post escribió: "Terrific Barry muestra cómo los mejores dramas de HBO a menudo se encuentran en sus comedias". Miles Surrey de The Ringer escribió: "El final de temporada de Barry arrincona a su protagonista asesino a sueldo convertido en actor y arroja luz sobre la naturaleza performativa del ser humano".